# Changzheng Ri
Der Changzheng Ri ist ein Berg im Himalaya im Kreis Dingri des Regierungsbezirks Shigatse im Autonomen Gebiet Tibet der Volksrepublik China.
Der Changzheng Ri besitzt eine Höhe von 6916 m. Der Berg befindet sich 9,25 km nordnordwestlich vom Gipfel des Mount Everest. Mit dem Changtse (7543 m) ist der Changzheng Ri über einen Berggrat verbunden. Dazwischen liegt noch der 6853 m hohe Gipfel Jiangbing Ri. An der Ostflanke des Changzheng Ri strömt der Östliche Rongpugletscher nach Norden, während sich an seiner Westflanke der Westliche Rongpugletscher und der eigentliche Rongpugletscher vereinigen. An seiner Südostflanke befindet sich der Changtsegletscher, ein Tributärgletscher des Östlichen Rongpugletschers.
Der Changzheng Ri wurde schon bestiegen. Dem Amerikaner Jimmy Chin gelang die erste Skiabfahrt vom Changzheng Ri.